# GALILEO Test- und Entwicklungsumgebungen

Lage der ersten 6 Pseudolite rund um Berchtesgaden

Die deutschen GALILEO Test- und Entwicklungsumgebungen (GATE, engl. GALILEO Test and Development Environment) sind Testinfrastrukturen, die Funksignale des zukünftigen europäischen satellitengetragenen Positionsbestimmungssystems Galileo mit terrestrischen Funkanlagen simuliert.

## GATE (Berchtesgaden)

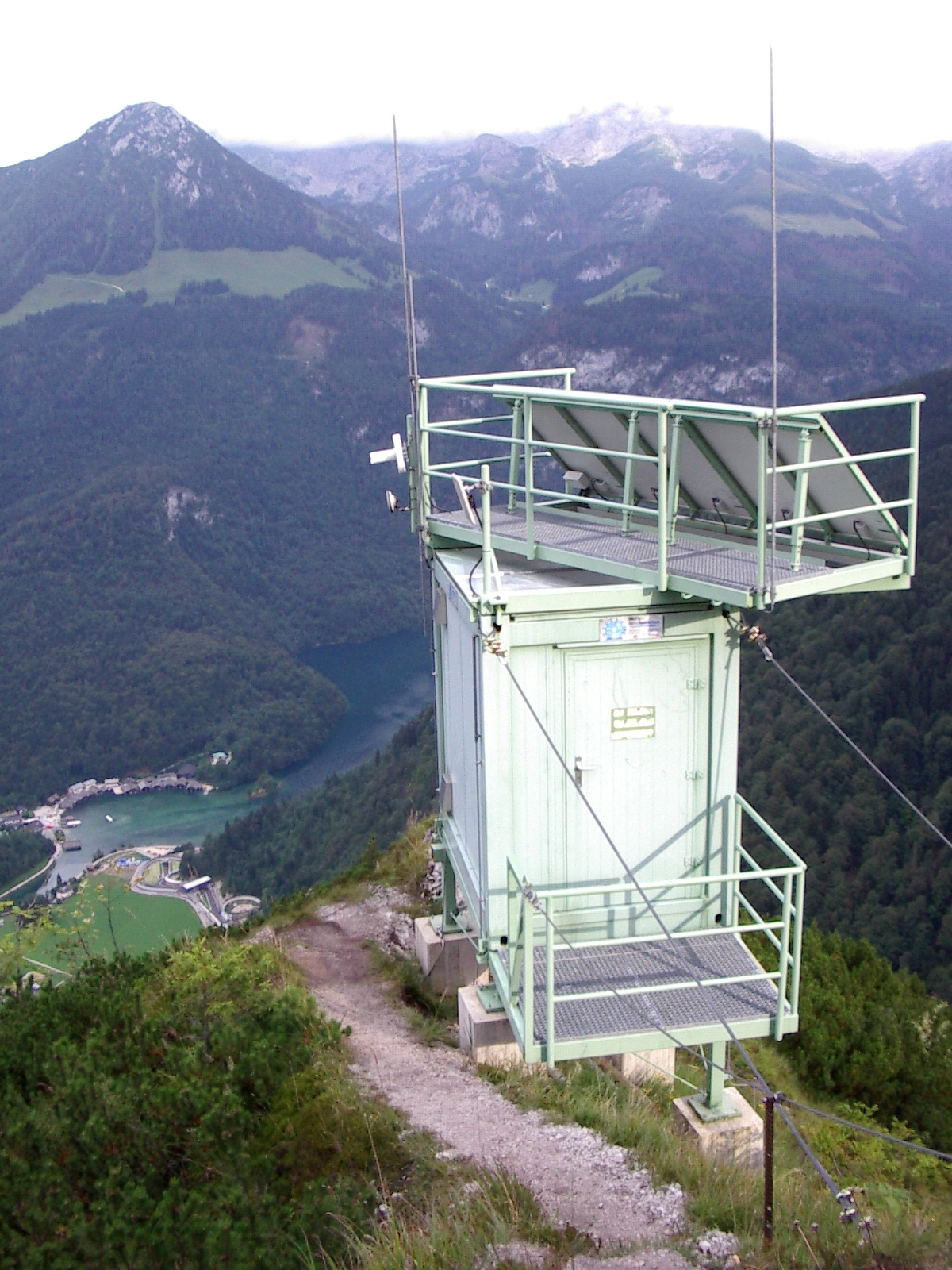
Pseudolit auf dem Grünstein

Zu diesem Zweck wurden zuerst sechs, seit 2010 acht Sendeanlagen (Pseudoliten) auf den Bergen in der Region Berchtesgaden errichtet, die innerhalb des eingeschlossenen Gebiets auf einer nutzbaren Gesamtfläche von etwa 65 km² Galileo-Signale abstrahlen. Zwei Monitorempfänger (GMS) sind im Zentrum des Versuchsgebietes im GATE-Betriebsbüro installiert. Durch seine Infrastruktur ist GATE in der Lage, die Navigationssignale der Galileo-Satelliten zu erzeugen, natürliche Einflussfaktoren zu simulieren (z. B. Einflüsse durch Ionosphäre, Troposphäre usw.) sowie Signalarten und -stärke nach Bedarf zu verändern.
GATE stellt mehrere, speziell auf unterschiedliche Anwender zugeschnittene Betriebsarten zur Verfügung. Kern ist der sogenannte Virtual Satellite-Betriebsmodus (VSM). Hierbei werden die Sendestationen so konfiguriert, dass sie jeweils die Signale eines Galileo-Satelliten nachahmen, als ob sie von realen Satelliten im Orbit ausgesendet würden: Hierzu übertragen die Sendestationen die Bahndaten virtueller Satelliten zeitlich passend mit entsprechender Frequenz und Phase. Durch Berücksichtigung der Dynamik des Nutzers und der berechneten Satellitenbewegungen werden somit Signale generiert, die sich – abgesehen von der physikalischen Ausbreitungsrichtung – von einem „echten“ Galileo-Satellitensignal nicht unterscheiden lassen.
Seit Herbst 2008, also bereits einige Jahre vor der vollen Verfügbarkeit von Galileo, ermöglicht GATE-Feldtests für Empfangsgeräte zur Positionsbestimmung mit Galileo-Signalen unter realistischen Bedingungen, einschließlich typischer Störeinflüsse wie z. B. Mehrwege-Effekt. Die Sendestationen, die sich in der Nähe der Berggipfel des Grünsteins, des Toten Mannes (Hirschkaser), des Berchtesgadener Hochthrons, der Kneifelspitze, des Kehlsteins und des Jenners befinden, weisen zum Tal einen Höhenunterschied von bis zu 1.250 Metern auf. Im Herbst 2010 wurden zwei zusätzliche Sendestationen in Betrieb genommen, und zwar an Standorten auf dem Rauhen Kopf sowie der Brettgabel.
Da sich die Berge in allen Richtungen rund um Berchtesgaden befinden, lässt sich eine gute horizontale Genauigkeit erreichen. Die GATE-Genauigkeit für die horizontale Echtzeitnavigation bei gutem HDOP (Horizontal Dilution of Precision) ist besser als 10 m (2 Sigma). Diese Genauigkeit wird dem Nutzer für die Galileo-Frequenzen E1 und E5 garantiert.
Wegen ihrer variablen Struktur steht die Testumgebung einem breiten Spektrum von Nutzern zur Verfügung. GATE konzentriert sich mit seinem Angebot auf den für den sogenannten landmobilen Markt maßgeblichen kostenlosen Galileo-Dienst, den „Galileo Open Service“. Die Zielgruppen bilden dabei vor allem diejenigen Nutzer, die schon vor dem endgültigen Start von Galileo ihre Produkte testen und optimieren wollen, z. B. Hersteller von Empfangsgeräten für Galileo bzw. Galileo/GPS, Entwickler von Anwendungen und Dienstleistungen sowie professionelle Nutzer von Navigations- und Positionierungstechnologien.
Außerdem ist mit GATE auch die Durchführung von RAIM-Integritäts-Tests (Receiver Autonomous Integrity Monitoring) möglich, die auf das neue Galileo-Integritätskonzept der ESA abzielen. Auf funktionaler Basis können somit beispielsweise Galileo-Empfänger im Hinblick auf die Detektion und Prozessierung sogenannter „Feared Events“ – das sind Fehler auf den Satellitensignalen, die zu einer Degradation der Positionsgenauigkeit führen – getestet werden.
Der Aufbau der Testumgebung wurde vom Deutschen Zentrum für Luft- und Raumfahrt (DLR) mit Mitteln des Bundesministeriums für Wirtschaft und Technologie (BMWi) finanziert (Förderkennzeichen: 50NA0802). Betrieben wird GATE seit Januar 2011 im Auftrag des DLR durch die IFEN GmbH.
Die offizielle Eröffnung der auf acht Stationen erweiterten Testumgebung fand am 4. Februar 2011 in Berchtesgaden statt.

## SEA GATE (Rostock)
Beim SEA GATE handelt es sich um eine Testumgebung im Hafenbereich von Rostock.

## aviationGATE (Braunschweig)
Beim aviationGATE handelt es sich um ein geplantes Erprobungsgebiet am Flughafen Braunschweig-Wolfsburg.

## railGATE (Wegberg-Wildenrath)
Speziell zur Entwicklung von Bahnanwendungen wurde das railGATE errichtet. Das railGATE ist in die Infrastruktur des Prüfcenter Wegberg-Wildenrath (PCW) integriert und befindet sich 60 Kilometer von Aachen entfernt. Es verfügt insgesamt über acht Pseudoliten. Insgesamt stehen zwei Testringe und verschiedene Testgleise zur Verfügung, auf denen mit unterschiedlichsten Schienenfahrzeugen diverse Fahrsituationen mit unterschiedlichen Geschwindigkeiten erprobt werden können. Der ovale, äußere Ring des PCWs hat eine Streckenlänge von circa 6 Kilometern, der innere Ring ist etwa 2,5 Kilometer lang. Im Zentrum befindet sich ein Rangierbereich mit mehreren Rangiergleisen. Die Galileo-Pseudoliten befinden sich gleichmäßig verteilt um den äußeren Testring.
Der Aufbau der Testumgebung wurde vom Deutschen Zentrum für Luft- und Raumfahrt (DLR) mit Mitteln des Bundesministeriums für Wirtschaft und Technologie (BMWi) finanziert (Förderkennzeichen: 50NA0902). Die offizielle Eröffnung erfolgte am 22. Mai 2015 zusammen mit der Eröffnung des automotiveGATEs.

## automotiveGATE (Aldenhoven-Siersdorf)
Das automotiveGATE befindet sich auf dem Gelände des Aldenhoven Testing Center (ATC) der RWTH Aachen in Aldenhoven-Siersdorf. Das Areal ist etwa dreißig Kilometer von Aachen entfernt und erlaubt die Erprobung und Nutzung von Galileo-Signalen für eine Vielzahl von automobilen Anwendungen, bei denen die Echtzeitsteuerung und Sicherheitsaspekte im Vordergrund stehen. Hierzu zählen zum Beispiel Fahrerassistenz, automatische Kollisionsvermeidung und autonomes Fahren. Insgesamt wird das Testgelände mittels sechs Pseudoliten mit Galileo-konformen Signalen versorgt. Die Pseudoliten sind rund um das Testareal angeordnet, so dass das gesamte Gebiet homogen mit Signalen abgedeckt wird.
Der Aufbau der Testumgebung wurde vom Deutschen Zentrum für Luft- und Raumfahrt (DLR) mit Mitteln des Bundesministeriums für Wirtschaft und Technologie (BMWi) finanziert (Förderkennzeichen: 50NA0902). Die offizielle Eröffnung erfolgte am 22. Mai 2015 zusammen mit der Eröffnung des railGATEs.